# Die Nacht der lebenden Toten (Filmreihe)
Die Nacht der lebenden Toten (Originaltitel: Night of the Living Dead) ist eine US-amerikanische Zombiefilmreihe, die 1968 mit dem gleichnamigen Film von George A. Romero begann. Die Handlungen der Filme konzentrieren sich hauptsächlich auf verschiedene Gruppen von Menschen, die versuchen, während des Ausbruchs und der Entwicklung einer Zombie-Apokalypse zu überleben. Die Reihe besteht aus aktuell sechs Filmen, ein weiterer Film mit dem Titel Twilight of the Dead befindet sich in Entwicklung, bei diesem wird Romero zum ersten Mal nicht Regie führen, da er 2017 verstorben ist. An seiner Stelle steht nun Brad Anderson.

## Überblick
| Jahr | Film                         | Regie            | Drehbuch                                                     | Produktion                                                                    |
| ---- | ---------------------------- | ---------------- | ------------------------------------------------------------ | ----------------------------------------------------------------------------- |
| 1968 | Die Nacht der lebenden Toten | George A. Romero | George A. Romero, John A. Russo                              | Karl Hardman, Russell Streiner                                                |
| 1978 | Zombie                       | George A. Romero | George A. Romero                                             | Richard P. Rubinstein, Dario Argento, Claudio Argento, Alfredo Cuomo          |
| 1985 | Zombie 2                     | George A. Romero | George A. Romero                                             | Richard P. Rubinstein                                                         |
| 2005 | Land of the Dead             | George A. Romero | George A. Romero                                             | Bernie Goldmann, Peter Grunwald, Steve Barnett                                |
| 2007 | Diary of the Dead            | George A. Romero | George A. Romero                                             | Peter Grunwald, Sam Englebardt, Artur Spigel, Ara Katz                        |
| 2009 | Survival of the Dead         | George A. Romero | George A. Romero                                             | Paula Devonshire                                                              |
| TBA  | Twilight of the Dead         | Brad Anderson    | George A. Romero, Paolo Zelati, Joe Knetter, Robert L. Lucas | John Baldecchi, Stephanie Caleb, Sarah Donnelly, Suzanne Romero, Paolo Zelati |

## Besetzung & Synchronisation
| Rolle                     | Film                         | Film              | Film              | Film             | Film              | Film                 | Synchronisation          |
| Rolle                     | Die Nacht der lebenden Toten | Zombie            | Zombie 2          | Land of the Dead | Diary of the Dead | Survival of the Dead | Synchronisation          |
| ------------------------- | ---------------------------- | ----------------- | ----------------- | ---------------- | ----------------- | -------------------- | ------------------------ |
| Ben                       | Duane Jones                  |                   |                   |                  |                   |                      | Hans-Michael Rehberg     |
| Barbra                    | Judith O’Dea                 |                   |                   |                  |                   |                      | Sabine Eggerth           |
| Harry Cooper              | Karl Hardman                 |                   |                   |                  |                   |                      | Günther Sauer            |
| Helen Cooper              | Marilyn Eastman              |                   |                   |                  |                   |                      | Gisela Hoeter            |
| Tom                       | Keith Wayne                  |                   |                   |                  |                   |                      | Axel Scholtz             |
| Judy                      | Judith Ridley                |                   |                   |                  |                   |                      | Marion Hartmann          |
| Karen Cooper              | Kyra Schon                   |                   |                   |                  |                   |                      | N/A                      |
| Stephen „Flyboy“ Andrews  |                              | David Emge        |                   |                  |                   |                      | Norbert Langer           |
| Peter Washington          |                              | Ken Foree         |                   |                  |                   |                      | Christian Brückner       |
| Roger DeMarco             |                              | Scott H. Reiniger |                   |                  |                   |                      | Frank Glaubrecht         |
| Francine Parker           |                              | Gaylen Ross       |                   |                  |                   |                      | Ilse Pagé                |
| „Blades“                  |                              | Tom Savini        |                   |                  |                   |                      | Manfred Lehmann          |
| „Sledge“                  |                              | Taso N. Stavrakis |                   |                  |                   |                      | N/A                      |
| Sarah                     |                              |                   | Lori Cardille     |                  |                   |                      | Heike Schroetter         |
| John                      |                              |                   | Terry Alexander   |                  |                   |                      | Kurt Goldstein           |
| Captain Rhodes            |                              |                   | Joseph Pilato     |                  |                   |                      | Manfred Lehmann          |
| William McDermott         |                              |                   | Jarlath Conroy    |                  |                   |                      | Jürgen Heinrich          |
| Pvt. Miguel Salazar       |                              |                   | Anthony Dileo Jr. |                  |                   |                      | Hans-Jürgen Wolf         |
| Dr. Logan                 |                              |                   | Richard Liberty   |                  |                   |                      | Hans Nitschke            |
| Bub                       |                              |                   | Sherman Howard    |                  |                   |                      | N/A                      |
| Riley                     |                              |                   |                   | Simon Baker      |                   |                      | Simon Jäger              |
| Cholo                     |                              |                   |                   | John Leguizamo   |                   |                      | Dennis Schmidt-Foß       |
| Kaufman                   |                              |                   |                   | Dennis Hopper    |                   |                      | Joachim Kerzel           |
| Charlie                   |                              |                   |                   | Robert Joy       |                   |                      | Stefan Krause            |
| Slack                     |                              |                   |                   | Asia Argento     |                   |                      | Claudia Urbschat-Mingues |
| Tony Ravello              |                              |                   |                   |                  | Shawn Roberts     |                      | Frank Schröder           |
| Jason Creed               |                              |                   |                   |                  | Joshua Close      |                      | N/A                      |
| Debra Moynihan            |                              |                   |                   |                  | Michelle Morgan   |                      | N/A                      |
| Eliot Stone               |                              |                   |                   |                  | Joe Dinicol       |                      | Fabian Hollwitz          |
| Sarge „Nicotine“ Crockett |                              |                   |                   |                  |                   | Alan van Sprang      | Thomas Nero Wolff        |
| Patrick O’Flynn           |                              |                   |                   |                  |                   | Kenneth Walsh        | Reinhard Kuhnert         |
| Janet & Jane O’Flynn      |                              |                   |                   |                  |                   | Kathleen Munroe      | Kordula Leiße            |
| Junge                     |                              |                   |                   |                  |                   | Devon Bostick        | Tobias Diakow            |
| Seamus Muldoon            |                              |                   |                   |                  |                   | Richard Fitzpatrick  | Hans Bayer               |
| Tomboy                    |                              |                   |                   |                  |                   | Athena Karkanis      | Milena Karas             |
| Francisco                 |                              |                   |                   |                  |                   | Stefano DiMatteo     | J. Carlos Garcia-Piedra  |

## Rezeption

### Einspielergebnisse
Stand: 2. Oktober 2023
| Film                         | Einspielergebnisse in US-Dollar | Einspielergebnisse in US-Dollar | Einspielergebnisse in US-Dollar | Budget      | Quelle |
| Film                         | Nordamerika                     | Deutschland                     | Weltweit                        | Budget      | Quelle |
| ---------------------------- | ------------------------------- | ------------------------------- | ------------------------------- | ----------- | ------ |
| Die Nacht der lebenden Toten | 12.087.064                      | N/A                             | 30.087.064                      | 0,114 Mio.  | [ 9 ]  |
| Zombie                       | 5.100.000                       | N/A                             | 55.000.000                      | 0,64 Mio.   | [ 10 ] |
| Zombie 2                     | 5.804.262                       | N/A                             | 34.004.262                      | 3,5 Mio.    | [ 11 ] |
| Land of the Dead             | 20.700.082                      | 1.811.001                       | 47.074.133                      | 15 Mio.     | [ 12 ] |
| Diary of the Dead            | 958.961                         | –                               | 5.540.941                       | 2 Mio.      | [ 13 ] |
| Survival of the Dead         | 101.740                         | 38.523                          | 386.078                         | 4 Mio.      | [ 14 ] |
| Gesamt:                      | 44.752.109                      | 1.849.524 +                     | 172.092.478                     | 25,253 Mio. |        |

### Kritiken
Stand: 2. Oktober 2023
| Film                         | Rotten Tomatoes     | Metacritic       | IMDb                      |
| ---------------------------- | ------------------- | ---------------- | ------------------------- |
| Die Nacht der lebenden Toten | 96 % (83 Kritiken)  | 89 (17 Kritiken) | 7,8 (135.076 Bewertungen) |
| Zombie                       | 93 % (55 Kritiken)  | 71 (14 Kritiken) | 7,8 (125.608 Bewertungen) |
| Zombie 2                     | 86 % (43 Kritiken)  | 60 (13 Kritiken) | 7,1 (72.536 Bewertungen)  |
| Land of the Dead             | 74 % (180 Kritiken) | 71 (30 Kritiken) | 6,2 (99.349 Bewertungen)  |
| Diary of the Dead            | 61 % (131 Kritiken) | 66 (29 Kritiken) | 5,5 (48.640 Bewertungen)  |
| Survival of the Dead         | 29 % (92 Kritiken)  | 43 (22 Kritiken) | 4,8 (22.197 Bewertungen)  |

### Auszeichnungen
| Film                         | Preis                                                          | Kategorie                                   | Empfänger                                                                                | Ergebnis  |
| ---------------------------- | -------------------------------------------------------------- | ------------------------------------------- | ---------------------------------------------------------------------------------------- | --------- |
| Die Nacht der lebenden Toten | National Film Registry                                         |                                             |                                                                                          | Gewonnen  |
| Zombie                       | Saturn Awards 1980                                             | Bestes Make-Up                              | Tom Savini                                                                               | Nominiert |
| Zombie                       | Saturn Awards 2005                                             | Beste DVD-Veröffentlichung eines Klassikers |                                                                                          | Gewonnen  |
| Zombie                       | Satellite Awards 2004                                          | Beste DVD                                   | Anchor Bay                                                                               | Nominiert |
| Zombie                       | Goldene Leinwand 1980                                          |                                             |                                                                                          | Gewonnen  |
| Zombie 2                     | Saturn Awards 1987                                             | Bestes Make-Up                              | Tom Savini                                                                               | Gewonnen  |
| Zombie 2                     | Sitges Festival Internacional de Cinema Fantàstic de Catalunya | Beste Schauspielerin                        | Lori Cardille                                                                            | Gewonnen  |
| Land of the Dead             | Saturn Awards 2006                                             | Bester Horrorfilm                           |                                                                                          | Nominiert |
| Land of the Dead             | Saturn Awards 2006                                             | Bestes Make-Up                              | Howard Berger, Gregory Nicotero                                                          | Nominiert |
| Land of the Dead             | Directors Guild of Canada Awards 2006                          | Bester Schnitt                              | Michael Doherty                                                                          | Nominiert |
| Land of the Dead             | Directors Guild of Canada Awards 2006                          | Bestes Szenenbild                           | Arvinder Grewal                                                                          | Nominiert |
| Land of the Dead             | Directors Guild of Canada Awards 2006                          | Bester Ton                                  | Kevin Banks, Nelson Ferreira, Lee de Lang, Craig Henighan, Jill Purdy, Nathan Robitaille | Nominiert |
| Land of the Dead             | Empire Awards                                                  | Bester Horrorfilm                           |                                                                                          | Nominiert |
| Land of the Dead             | Teen Choice Awards 2005                                        | Choice Summer Movie                         |                                                                                          | Nominiert |
| Diary of the Dead            | Festival international du film fantastique de Gérardmer        | Kritikerpreis                               | George A. Romero                                                                         | Gewonnen  |
| Survival of the Dead         | Filmfestival Venedig 2009                                      | Ehrenpreis für ein Lebenswerk               | George A. Romero                                                                         | Nominiert |

## Rip-Offs

### Return of the Living Dead
Nach der Trennung von Regisseur George A. Romero und Drehbuchautor Dan O’Bannon beschließ letzterer zu Die Nacht der lebenden Toten weitere Filme zu drehen und zu schreiben. Mit Verdammt, die Zombies kommen (Originaltitel: Return of the Living Dead) erschien 1984 der erste dieser Reihe. Er erhielt vier Fortsetzungen. O’Bannon war allerdings nur am ersten Teil der Horrorkomödien beteiligt.

### Zombi
Der italienische Filmregisseur Lucio Fulci schuf mit dem Film Woodoo – Die Schreckensinsel der Zombies (Originaltitel: Zombi 2) aus dem Jahr 1971 einen Grundstein für eine weitere Filmreihe. Die Zombi-Reihe besteht aus vier Filmen.

### Weitere Fortsetzungen und Parodien
- Children of the Living Dead (2001), Regie: Tor Ramsey, Drehbuch: Karen L. Wolf
- Day of the Dead: Contagium (2005), Eine Fortsetzung zu Zombie 2 von Ana Clavell und James Glenn Dudelson
- Poultrygeist: Night of the Chicken Dead (2006), Parodie auf Die Nacht der lebenden Toten und Poltergeist, geschrieben und inszeniert von Lloyd Kaufman und Gabriel Friedman

## Andere Medien

### Offizielle Remakes
- Die Rückkehr der Untoten, das 1990 erschienene Remake des Originalfilms aus der Feder von Romero und unter der Regie von Dawn of the Dead und Day of the Dead-Effektkünstler Tom Savini.
- Dawn of the Dead, das Remake des Films Zombie (1978) aus dem Jahr 2004, geschrieben von James Gunn und unter der Regie von Zack Snyder.
- Day of the Dead, die 2008 erschienene Neuverfilmung von Zombie 2 (1985), verantwortet von Regisseur Steve Miner.

### Comics
- Toe Tags Featuring George Romero (DC Comics), die Comicserie von Romero aus dem Jahr 2004 über College-Mitarbeiter, die die Ursache der Zombie-Pandemie untersuchen, adaptiert aus einem seiner ungenutzten Drehbücher.[34][35]
- Empire of the Dead (Marvel Comics), die 2013 von Romero geschriebene Comicserie über die lebenden Toten und Vampire in New York City.
- Road of the Dead: Highway to Hell (IDW Publishing), das Comic-Prequel aus dem Jahr 2019 zum Film Road of the Dead, geschrieben von Jonathan Maberry.
- The Living Dead (Tor Books), Roman aus dem Jahr 2020, an dem Romero mitgeschrieben und der postum von Daniel Kraus fertiggestellt wurde, er erzählt von 15 Jahren des Zombie-Ausbruchs.[36][37]